# Sieciechów (Ukraina)
Sieciechów (ukr. Ситихів, Sytychiw) – wieś na Ukrainie w rejonie lwowskim (wcześniej w rejonie żółkiewskim) należącym do obwodu lwowskiego.

## Historia
W 1765 roku August Fryderyk Moszyński scedował Sieciechowskie starostwo Stanisławowi Lubomirskiemu, wówczas bracławskiemu wojewodzie..